# The 13th Warrior
The 13th Warrior is een actie-/avonturenfilm uit 1999 van de regisseur John McTiernan.
De productie is gebaseerd op het boek The Eaters of the Dead van de schrijver Michael Crichton, maar het is vooral een bewerking van het manuscript dat over Beowulf gaat.

## Verhaal
De film wordt bekeken vanuit het oogpunt van de Arabier Ahmed ibn Fadlan (Banderas), die na een conflict wordt verbannen als ambassadeur om het noordelijk gelegen continent te gaan verkennen.
Bij een rivierbedding ontmoet hij Buliwyf en zijn mannen, Als er op een dag een boodschapper komt uit het geboorteland van Buliwyf is de vraag om 13 mensen te rekruteren om de koning te verdedigen tegen de duistere verschrikking "Wendol" , alleen mag de 13e rekruut geen viking zijn.
De film is gebaseerd op een boek van Michael Crichton, en is zijn kijk op het epische gedicht "Beowulf" uit de achtste eeuw. Hij heeft het echte verslag over Ibn Fahdlan's ontmoeting met Noormannen gemengd met dit beroemde gedicht, om te kunnen bewijzen dat zulke oude verhalen als Beowulf inderdaad boeiend kunnen zijn. Dit alles omdat een goede vriend van Crichton een cursus wilde geven over de "Grote Slapers" van de wereldliteratuur, waaronder Beowulf.

## Rolverdeling
| Acteur           | Personage            |
| ---------------- | -------------------- |
| Antonio Banderas | Ahmed/ 13e krijger   |
| Omar Sharif      | Melchisidek          |
| Diane Venora     | Queen Weilew         |
| Dennis Storhoi   | Herger               |
| Vladimir Kulich  | Buliwyf/ 1st krijger |
| Daniel Southern  | Edgtho               |
| Clive Russel     | Helfdane             |
| Tony Curran      | Weath                |
| Erick Avari      | Karavaanleider       |